# دير الصليب (تركيا)
دير الصليب (السريانية: ܕܝܪܐ ܕܨܠܝܒܐ, رومنة: Dayro da-Slibo) هو حي من أحياء بلدية ومنطقة دارجيت، في محافظة ماردين في جنوب شرق تركيا. تقع في منطقة طور عابدين التاريخية. القرية يسكنها السريان وبلغ عدد سكانها 33 نسمة في عام 2021.
وفي القرية كنائس مور آهو، والصليب، ومور هيورو، ومور برصومو.

## علم أصول الكلمات
الاسم السرياني للقرية مشتق من "ديرو" ("دير" باللغة السريانية) و"صليبو" ("صليب" باللغة السريانية)، وبالتالي فإن ديرو صليبو تترجم إلى "دير الصليب". الاسم البديل للقرية، دير بيت إيل، يتكون من "بيث" ("بيت" باللغة السريانية) و"إيل" ("الله" باللغة السريانية)، وبالتالي يترجم إلى "دير بيت الله".

## التاريخ
يعود تأسيس الدير، الذي أصبح فيما بعد قرية، إلى القديس آهو الانفرادي في القرن السادس، ولكن يُقترح أنه تأسس في وقت سابق. سمي الدير بهذا الاسم نسبة إلى قطعة من الصليب الحقيقي أحضرها القديس آهو من القسطنطينية. يُزعم أن القديس جبرائيل من بيت قوستان قام بإحياء رئيس الدير في القرن السابع. ذُكر دير الصليب لأول مرة في عام 774، وهو العام الذي مات فيه العديد من الرهبان هناك بسبب الطاعون. ويشهد أن الأسقف سوفو من طور عابدين كان موجودًا في الدير قبل عام 790 م. في عام 1088 م، بعد تقسيم أبرشية طور عابدين [الإنجليزية] إلى كرسيي قرطمين [الإنجليزية] وحاح [الإنجليزية]، أصبح دير الصليب مقرًا لأساقفة حاح. كان مسعود الزاز [الإنجليزية]، الذي أصبح فيما بعد بطريرك طور عابدين [الإنجليزية]، رئيسًا للدير من حوالي عام 1462/1463 حتى رسامته أسقفًا على حصن كيفا (النطق بالسريانية: حسنو دكيفو) في عام 1480/1481.
في منتصف القرن التاسع عشر، أصبح الدير قرية، وفي عام 1892 سكن دير الصليب حوالي 20 عائلة سريانية. كان عدد سكان دير الصليب حوالي 400 سرياني في عام 1914؛ وأسفرت المذبحة العثمانية في العام التالي عن مقتل العديد من السريان، بما في ذلك أنتيموس يعقوب من إسفس [الإنجليزية]، آخر أسقف لدير الصليب. وفي أعقاب الإبادة الجماعية، قُتل 70 سريانيًا على يد الأكراد. خلال ثورة الشيخ سعيد، في عامي 1925 و1926، استخدم المتمردون الأكراد دير الزور كقاعدة عسكرية. لجأ القرويون إلى الكهوف القريبة بينما تعرضت القرية لأضرار بالغة بسبب القصف الجوي التركي. في عام 1967، بلغ عدد السريان المقيمين في دير الصليب 88 نسمة، إلا أن عدد السكان انخفض مع هجرة القرويين إلى ألمانيا والسويد وهولندا وأستراليا نتيجة للصراع الكردي التركي.
في 2 آب 1992، دُمرَت المقبرة ومنازل القرويين، وأجلت القوات المسلحة التركية سكانها قسرًا. عاد القرويون لاحقًا، وبحلول عام 2000، كان عدد سكان القرية 13 شخصًا. في 17 تموز 2004، قُتل جيفريا أرسلان، مختار القرية، على يد الأكراد بعد أن رفض نقل أرض امرأة مسيحية اختُطفَت. كانت قرية دير الصليب مأهولة بعائلتين سريانيتين في عام 2013. لم يتم حل النزاع على الأراضي بسبب استيلاء عشيرة كردية مجاورة على أراضي القرويين والذي بدأ في عام 2008 إلا في عام 2015 بسبب تهديد الأكراد بالعنف. طُرد الأكراد من أراضي السريان بواسطة قوة عسكرية تركية كبيرة مصحوبة بطائرات مروحية عسكرية.

## فهرس
- Atto، Naures (2011). Hostages in the Homeland, Orphans in the Diaspora: Identity Discourses Among the Assyrian/Syriac Elites in the European Diaspora (PDF). Leiden University Press. مؤرشف من الأصل (PDF) في 2020-11-14. اطلع عليه بتاريخ 2019-12-27.
- Baumer، Christoph (2016). The Church of the East: An Illustrated History of Assyrian Christianity. Bloomsbury Publishing.
- Courtois, Sébastien de (2013). "Tur Abdin : Réflexions sur l'état présent descommunautés syriaques du Sud-Est de la Turquie,mémoire, exils, retours". Cahier du Gremmamo (بالفرنسية). 21: 113–150. Archived from the original on 2024-12-01.
- Güsten، Susanne (2016). A Farewell to Tur Abdin (PDF). مؤرشف من الأصل (PDF) في 2019-12-28. اطلع عليه بتاريخ 2019-12-27.
- Johnson، Dale A. (2008). Tracts on the Mountain of the Servants. ISBN:9781435739918. مؤرشف من الأصل في 2024-12-08.
- Palmer، Andrew (1990). Monk and Mason on the Tigris Frontier: The Early History of Tur Abdin. Cambridge University Press. اطلع عليه بتاريخ 2020-07-15.
- Sinclair، T.A. (1989). Eastern Turkey: An Architectural & Archaeological Survey, Volume III. Pindar Press. ISBN:9780907132349. مؤرشف من الأصل في 2022-11-27.
- Takahashi، Hidemi (2011). "al-Ṣalīb, Dayr". Gorgias Encyclopedic Dictionary of the Syriac Heritage: Electronic Edition. Gorgias Press. مؤرشف من الأصل في 2024-12-05.
- Tan, Altan (2018). Turabidin'den Berriye'ye. Aşiretler - Dinler - Diller - Kültürler (بالتركية). p. 132. ISBN:9789944360944.
- Teule، Herman G. B. (2011). "Masʿūd of Ṭur ʿAbdin". Gorgias Encyclopedic Dictionary of the Syriac Heritage: Electronic Edition. Gorgias Press. مؤرشف من الأصل في 2024-12-08.